# Astragalus obscurus
Astragalus obscurus är en ärtväxtart som beskrevs av Sereno Watson. Astragalus obscurus ingår i släktet vedlar, och familjen ärtväxter. Inga underarter finns listade i Catalogue of Life.